# Sweeney Todd (personaggio)
Sweeney Todd, pseudonimo di Benjamin Barker, è un personaggio immaginario apparso per la prima volta nel penny dreadful The String of Pearls del 1846, ed è uno dei primi esempi di serial killer nella letteratura.
La sua prima comparsa nel cinema è stata nel film del 1936 The Demon Barber of Fleet Street diretto da George King. Nel 1979 compare nel musical di Stephen Sondheim e Hugh Wheeler, Sweeney Todd: The Demon Barber of Fleet Street, da cui nel 2007 è stato tratto l'omonimo film, diretto da Tim Burton ed interpretato da Johnny Depp.

## Caratteristiche
Nella versione originale del racconto, Todd è un barbiere di Londra che uccide le sue vittime tirando una leva mentre si siedono sulla sua poltrona da barbiere. Le sue vittime cadono all'indietro attraverso una botola girevole nel seminterrato della sua bottega, provocando generalmente loro la rottura del collo o del cranio. Nel caso in cui siano vivi, Todd va nel seminterrato e li uccide, tagliando loro la gola con il suo rasoio a mano libera. In alcuni adattamenti, il processo di omicidio è invertito, con Todd che taglia la gola ai suoi clienti prima di spedirli nel seminterrato attraverso la botola girevole. Dopo che Todd ha derubato le sue vittime morte dei loro beni, Mrs. Lovett, sua complice (in alcune versioni successive, sua amica e/o amante), lo assiste allo smaltimento dei cadaveri e li cuoce in pasticci di carne da vendere agli ignari clienti della sua pasticceria. La bottega da barbiere di Todd si trova al 186 di Fleet Street, vicino alla chiesa di San Dunstano occidentale, ed è collegata alla pasticceria di Mrs. Lovett tramite un passaggio sotterraneo. Nella maggior parte delle versioni della storia, lui e Mrs. Lovett assumono un inconsapevole orfano, Tobias Ragg, per servire i pasticci ai clienti.

## Versione di Tim Burton
(Sweeney Todd, impugnando per la prima volta il suo rasoio dopo molto tempo.)

Johnny Depp è Sweeney Todd nel film di Tim Burton.

Il barbiere Benjamin Barker viene ingiustamente arrestato, condannato e obbligato ad una vita di duro lavoro in Australia dal giudice Turpin, il quale brama la bella e virtuosa moglie di Barker, Lucy Barker.
Ritornato dopo 15 anni, fuggito dalla colonia penale, Barker adotta il nome di Sweeney Todd e dice addio al suo amico, il giovane marinaio Anthony Hope, che l'ha salvato quando era alla deriva. Ritorna allora al suo vecchio appartamento in Fleet Street sopra il negozio di Mrs. Lovett. In seguito alla scoperta della vera identità dell'uomo, la donna gli racconta che dopo il suo arresto, Turpin violentò sua moglie la quale, a causa dell'umiliazione subita, decise di avvelenarsi; Turpin adottò quindi la figlia di lei, Johanna, diventandone il tutore. Apprese queste notizie, Todd prova desiderio di vendetta e decide di riaprire la sua vecchia bottega di barbiere. Dopo un tentativo mancato di uccidere il giudice Turpin, inizia a sfogare la sua rabbia sui clienti, mentre ad eliminare i corpi penserà Mrs. Lovett, che li deruba del denaro che hanno addosso e li utilizza per farcire i suoi pasticci di carne.
Anthony, nel frattempo, si innamora, ricambiato, di Johanna, e progettata una fuga d'amore e chiede aiuto a Todd. L'uomo però ha un altro piano: gli consiglia di nascondersi nel suo negozio con Johanna e scrive una lettera al giudice, così da attirarlo nel suo negozio. Johanna si nasconde nel negozio, indossando abiti maschili e curiosando trova un'immagine, non rendendosi conto che raffigura lei in braccio a sua mamma. Nel momento in cui una donna mendicante entra nella stanza cercando Bamford, Johanna si nasconde velocemente in una cassa in un angolo della stanza. Poco dopo, Todd rientra nel negozio e rimane sorpreso nel vedere che la mendicante sembra conoscerlo. Sentendo che Turpin sta per entrare, il barbiere, in uno stato di panico, taglia la gola alla mendicante e lascia cadere il suo corpo giù per lo scivolo che Todd usa per far sparire i cadaveri in cantina facendo inclinare la poltrona. Turpin entra nel negozio e accetta l'offerta di farsi radere la barba. Muovendo un suo affilato rasoio sopra Turpin Todd rivela la sua identità al giudice e procede assassinandolo brutalmente, pugnalandolo sul collo ripetutamente prima di tagliargli la gola con un singolo movimento.
Todd trova Johanna nascosta nel baule e, non riconoscendola, si prepara ad ucciderla. Scambiandola per un ragazzo, gli offre una rasatura, ma viene interrotto dagli urli di Mrs. Lovett. Egli lascia il negozio, intimando alla figlia di dimenticarsi del suo viso, e si dirige verso la stanza da forno. Mrs. Lovett aveva gridato perché il giudice, con le ultime forze rimaste, le aveva afferrato la gonna. Riconoscendo il corpo della mendicante come quello di Lucy, Mrs. Lovett cerca di liberarsi del cadavere. Ma aprendo la porta del forno la luce illumina il viso della donna e Todd la riconosce come sua moglie, che credeva morta. Lovett rivela allora che Lucy Barker era sopravvissuta al tentativo di suicidio, ma che il veleno l'aveva fatta diventare matta. Mrs. Lovett cerca di convincere Todd che lei ha mentito per il suo amore nei suoi confronti dicendo che stava "solo pensando a lui". Todd la calma, ma con lo sguardo pieno di cieco furore, inizia a danzare con lei dicendole che l'ama e che la "vita è per i vivi" e che "bisogna solo viverla". Improvvisamente però, la getta attraverso la porta aperta del forno. Mrs. Lovett urla mentre Todd chiude la porta e rimane abbagliato guardandola bruciare attraverso la grata. Il barbiere ritorna allora da Lucy raccogliendo il suo corpo. Toby, un giovane affetto da ritardi mentali (nel film, un bambino), assunto da Mrs Lovett, che aveva scoperto il loro segreto, riemerge dalle fognature dove si era nascosto per evitare di essere a sua volta ucciso, e raccolto da terra uno dei rasoi di Todd, gli taglia la gola, per poi allontanarsi dalla macabra scena.

## Interpreti
1. G.A. Baughan (film 1926)
2. Moore Marriott (film 1928)
3. Tod Slaughter (film 1936)
4. John Miranda (film 1970)
5. Len Cariou (1979 Broadway cast)
6. Denis Quilley (1980 cast londinese)
7. George Hearn (1982 tour)
8. Bob Gunton (1989 Broadway revival)
9. Alun Armstrong (1993 revival londinese)
10. George Hearn (2001 concerto)
11. Brian Stokes Mitchell (2002 produzione)
12. Paul Hegarty (2004 West End revival)
13. Michael Cerveris (2005 Broadway revival)
14. David Hess (2007-2008 Canada e U.S. national tour)
15. Ben Kingsley (film TV 1998)
16. Ray Winstone (film TV 2006)
17. David Shannon (2007, Dublino)
18. Johnny Depp (2007 film)
19. Evan Daves (PPAS 2010 produzione)
20. Michael Ball (revival londinese 2011)
21. Jett Pangan (2019, Singapore)

## Canzoni cantate nel musical
- The Ballad of Sweeney Todd (con la compagnia)
- No Place Like London (con Anthony Hope e la Mendicante)
- The Worst Pies in London
- The Barber and his wife (con Anthony)
- Poor Thing (con Mrs. Lovett)
- My Friends (con Mrs. Lovett)
- Pirelli's Miracle Elixir (con Tobias, mrs. Lovett e la folla)
- The Contest (con Adolfo Pirelli)
- Wait (con mrs. Lovett)
- Pretty Women (con il Giudice Turpin)
- Epiphany (con Mrs. Lovett)
- A Little Priest (con Mrs. Lovett)
- Johanna (brano musicale) (con Lucy Barker, Anthony e Johanna)
- By the Sea (brano musicale) (con Mrs. Lovett)
- The Judge's return (con Turpin, Anthony, Lucy e Johanna)
- Final Sequence (Tobias, Mrs. Lovett, Johanna, guardie ed Anthony)
- The Ballad of Sweeney Todd - Epilogue (con la compagnia)